# Ветвь красных гигантов

Шаровое звёздное скопление NGC 288. Яркие жёлтые и красные звёзды являются звёздами ветви красных гигантов

Ветвь красных гигантов — стадия эволюции звёзд небольшой и средней массы. Эти звёзды являются гигантами поздних спектральных классов, поэтому на диаграмме Герцшпрунга — Рассела занимают определённую область, также называемую ветвью красных гигантов. У звёзд на стадии ветви красных гигантов наблюдается сильный звёздный ветер, некоторые из них переменны. Эти звёзды сжигают водород в оболочке вокруг ядра, постепенно увеличивая свой размер и светимость, а их ядра состоят из гелия, термоядерные реакции там не идут.
Звёзды переходят на эту стадию после стадии субгигантов, и, в зависимости от массы, по-разному завершают этот этап эволюции. Они могут перейти на горизонтальную ветвь или красное сгущение, могут оказаться на голубой петле, либо могут сбросить оболочку и стать белыми карликами. В будущем Солнце также окажется на этой стадии.

## Характеристики

Структура звезды на ветви красных гигантов

Звёзды на стадии ветви красных гигантов имеют низкие температуры, и, следовательно, поздние спектральные классы — в основном K и M. Светимости таких звёзд значительно больше, чем у звёзд главной последовательности тех же спектральных классов, а значит, и больше и радиус. Таким образом, они имеют класс светимости III и являются красными гигантами, а на диаграмме Герцшпрунга — Рассела занимают определённую область, также называемую ветвью красных гигантов. Звёзды на этой стадии имеют начальные массы не более 10 M⊙ и не менее 0,2 M⊙, что обусловлено ходом эволюции звёзд (см. ниже). Сама ветвь красных гигантов хорошо выражена в звёздных популяциях старше 1,5—2 миллиардов лет.
Эти звёзды имеют гелиевое ядро, в котором не происходят термоядерные реакции, и протяжённую конвективную оболочку. На границе этих областей происходит синтез гелия из водорода, в первую очередь посредством CNO-цикла.
Из расположенных рядом с Солнцем звёзд на ветви красных гигантов находится, например, Гакрукс.

### Переменность
Звёзды на ветви красных гигантов, особенно наиболее яркие из них, нередко проявляют переменность.
Среди них часто встречаются долгопериодические переменные — разнородный класс пульсирующих переменных. К нему главным образом относятся звёзды ветви красных гигантов и асимптотической ветви гигантов. В них выделяют четыре группы, но все звёзды, проявляющие такую переменность, подчиняются соотношению между периодом пульсаций и средней светимостью вида {\displaystyle M=\alpha \log P+\beta }. Здесь {\displaystyle M} — абсолютная звёздная величина, {\displaystyle P} — период, а {\displaystyle \alpha } и {\displaystyle \beta } — коэффициенты, которые для разных групп таких звёзд отличаются, и могут отличаться и внутри этих групп.

## Эволюция

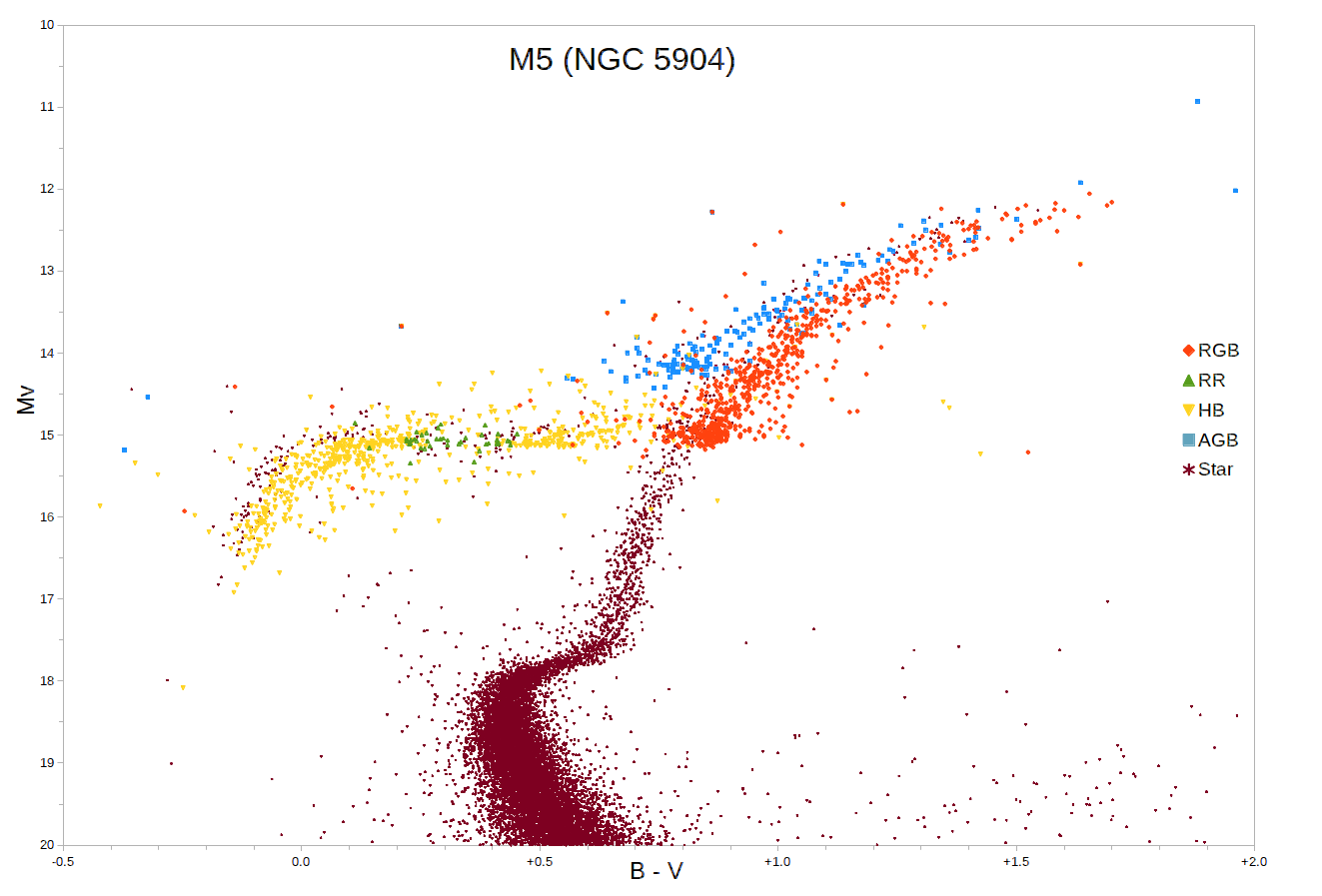
Диаграмма Герцшпрунга — Рассела для шарового звёздного скопления M 5. Звёзды ветви красных гигантов отмечены красным цветом

### Переход на ветвь красных гигантов
Звёзды, у которых в ядре прекратился термоядерный синтез гелия из водорода, покидают главную последовательность и переходят на ветвь субгигантов. На этой стадии синтез гелия идёт в слоевом источнике — оболочке вокруг инертного гелиевого ядра. После ветви субгигантов звезда переходит на ветвь красных гигантов, на которой также синтезирует гелий в слоевом источнике, но, в отличие от ветви субгигантов, на этой стадии звезда имеет протяжённую конвективную оболочку.
При росте энерговыделения светимость звезды должна возрастать, следовательно, должна увеличиваться либо температура фотосферы, либо её радиус. Механизм превращения звезды в красный гигант точно неизвестен, однако для него есть необходимые условия: заметное различие химического состава в ядре и в оболочках, а также рост оптической толщины фотосферы при росте температуры. Фотосфера звезды должна располагаться в области, где оптическая толщина невелика, и, если этот показатель растёт вместе с температурой, то фотосфера перемещается в области более низкой температуры.
На ветвь красных гигантов попадают звёзды, согласно теоретическим моделям, с начальными массами не менее 0,2 M⊙. Для звёзд с меньшей массой вышеописанные условия не выполняются: они полностью конвективны и остаются химически однородными, кроме того, при температурах их фотосфер не происходит рост оптической толщины с температурой. Максимальная масса для попадания на ветвь красных гигантов — 10 M⊙, так как при большей массе горение гелия в ядре звезды начинается раньше, чем звезда переходит на ветвь красных гигантов, в результате её эволюция также идёт по-другому. Кроме того, существует качественное различие между звёздами ветви красных гигантов больших и малых масс. При массе звезды более 2,3 M⊙ (точное значение зависит от химического состава) гелиевое ядро находится в состоянии, близком к идеальному, а при меньшей массе оно оказывается вырожденным. Это различие влияет на то, как именно завершится пребывание звезды на ветви красных гигантов.
Солнце попадёт на ветвь красных гигантов через 7,1 миллиарда лет. В начале этой стадии оно будет иметь радиус в 2,3 R⊙, светимость 2,7 L⊙ и температуру поверхности около 4900 K.

### Эволюция на ветви красных гигантов

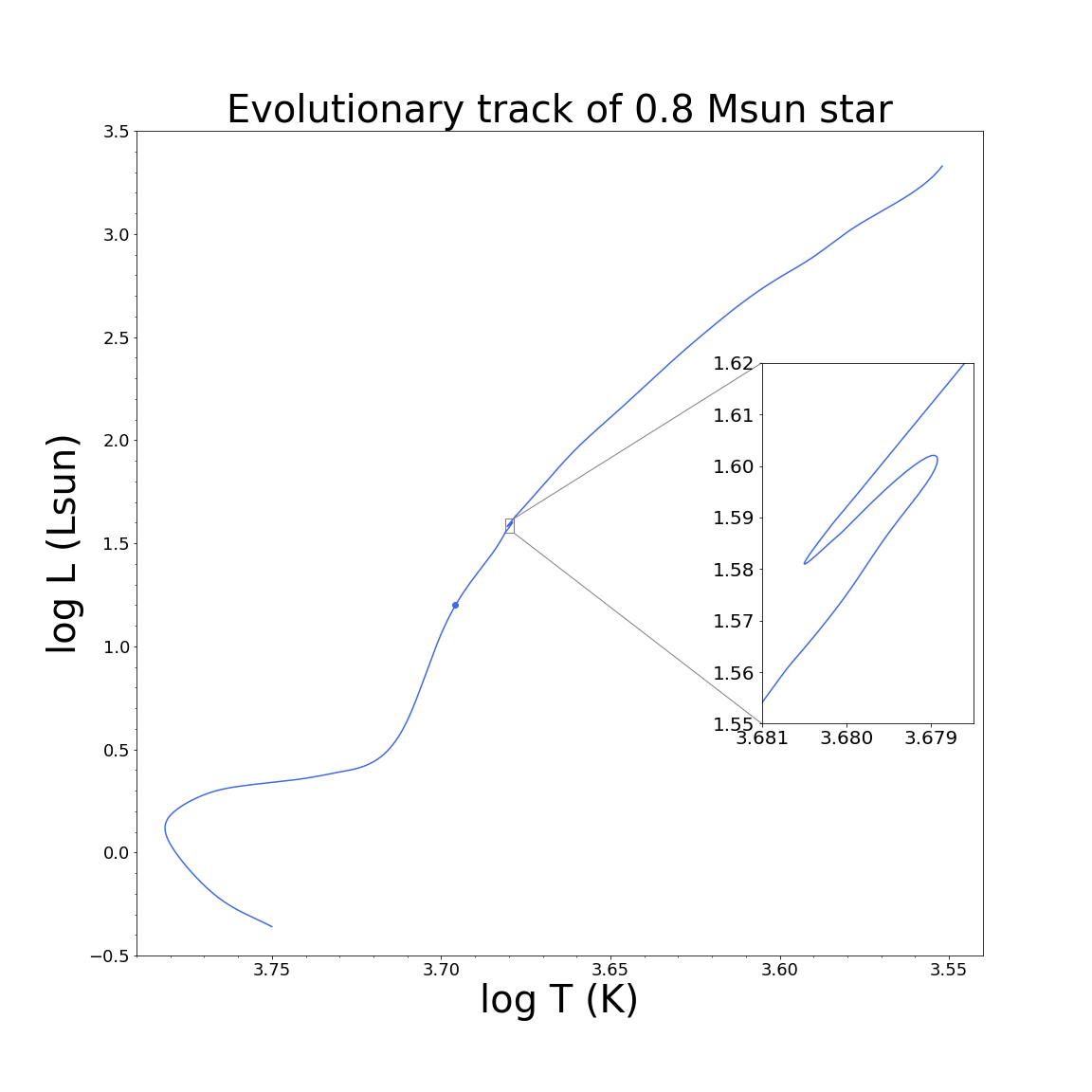
Эволюционный трек звезды с массой 0,8. Жирной точкой отмечен момент, когда происходит первое вычерпывание. Во врезке показано обращение эволюционного трека, приводящее к образованию red giant branch bump

Пока звезда находится на ветви красных гигантов, её радиус и светимость увеличиваются, а температура лишь немного уменьшается. Этот процесс идёт одновременно со сжатием ядра из-за того, что в звезде должен выполняться и закон сохранения энергии, и теорема вириала, однако точный механизм связи этих процессов неизвестен. На диаграмме Герцшпрунга — Рассела звезда движется практически вертикально вверх, причём область высоких светимостей проходит довольно быстро: например, Солнцу из 600 миллионов лет, которые оно проведёт на ветви красных гигантов, понадобится около 450 миллионов лет, чтобы увеличить свою светимость до 17 L⊙. За оставшиеся 150 миллионов лет светимость Солнца увеличится до 2350 L⊙.
Масса гелиевого ядра возрастает, так как гелий постоянно образуется в слоевом источнике. Слоевой источник, в свою очередь, движется ко внешним слоям звезды и уменьшается: например, для звёзд небольшой массы в начале ветви красных гигантов в нём заключено 10−3 M⊙, а в конце — 10−4 M⊙. Пребывание звезды на ветви красных гигантов сопровождается значительной потерей массы, особенно когда светимость велика: для звезды с массой порядка солнечной её темп может доходить до 10−7 M⊙ в год, в то время как на данный момент Солнце теряет лишь 10−17 M⊙ в год.
Конвективная зона у звёзд на ветви красных гигантов со временем увеличивается и достигает всё большей глубины. В определённый момент она доходит до слоевого источника, где образуется гелий. Это приводит к выносу части гелия из недр звезды на поверхность, но через некоторое время конвективная зона начинает сужаться и вынос гелия во внешнюю оболочку прекращается. Это явление называется первым вычерпыванием, в результате него меняется содержание на поверхности и других элементов кроме гелия.
Кроме того, конвекция порождает резкий скачок содержания химических элементов в области максимальной глубины, до которой дошла конвективная зона. Когда слоевой источник проходит через область, где наблюдается этот скачок, звезда немного сжимается, а её светимость падает, после чего она снова начинает увеличиваться и становиться ярче. Это приводит к тому, что на диаграмме Герцшпрунга ― Рассела звезда трижды проходит практически один и тот же участок, в области которого задерживается на 20 % периода своего нахождения на ветви красных гигантов. Следовательно, звёзд на нём наблюдается больше, а в функции светимости звёзд ветви красных гигантов наблюдается пик. В англоязычной литературе этот пик имеет название red giant branch bump (букв. «бугорок красной ветви гигантов»).
Для звёзд с вырожденным ядром на ветви красных гигантов масса ядра и светимость звезды тесно связаны: чем больше масса ядра, тем больше светимость. Небольшое влияние также оказывает металличность звезды, а параметры оболочки практически не влияют на светимость, поскольку оболочка очень разрежена и мало меняет давление в слоевом источнике. С другой стороны, при прочих равных, чем больше масса оболочки, тем меньше радиус звезды, а значит, больше эффективная температура. Таким образом, потеря звездой массы приводит к тому, что на диаграмме Герцшпрунга — Рассела звезда сдвигается вправо.

### Сход с ветви красных гигантов

#### Звёзды средней массы

Эволюционный трек звезды массой 5

В течение этой стадии ядра звёзд, более массивных, чем 2,3 M⊙ остаются невырожденными, поэтому на ветви красных гигантов они постепенно сжимаются, так как их масса превышает предел Шёнберга — Чандрасекара, и нагреваются. В результате сжатия температура в ядрах массивных звёзд повышается до 108 K, чего достаточно для начала тройной гелиевой реакции. Ядро прекращает сжиматься, а сама звезда сходит с ветви красных гигантов и переходит на голубую петлю.

#### Звёзды небольшой массы
У менее массивных звёзд сжатие практически не происходит, так как давление вырожденного газа препятствует ему. Вырожденный газ хорошо отводит температуру, а энергия из него дополнительно уносится излучением нейтрино, что замедляет нагрев ядра и откладывает начало горения гелия. В конечном итоге, когда температура всё же становится достаточно высокой для начала горения гелия, оно начинается взрывообразно — за несколько минут или часов проходит так называемая гелиевая вспышка. При ней выделяется очень большое количество энергии, в результате которого ядро нагревается и перестаёт быть вырожденным, после чего расширяется и снова охлаждается. Внешняя оболочка, напротив, сильно сжимается и увеличивает температуру. Этот процесс занимает около 104 лет, за это время на диаграмме Герцшпрунга — Рассела звезда быстро перемещается в область меньших светимостей и больших температур — она сходит с ветви красных гигантов и оказывается на горизонтальной ветви или красном сгущении.
У звёзд разной массы гелиевая вспышка происходит при практически одинаковой массе гелиевого ядра, равной 0,48—0,50 M⊙. С учётом связи её со светимостью, это приводит к тому, что звёзды с массами менее 1,8 M⊙ имеют практически одинаковые светимости непосредственно перед гелиевой вспышкой. Светимость звёзд на ней, в зависимости от металличности, составляет 2—3 тысячи L⊙. Это позволяет использовать вершину ветви красных гигантов как индикатор расстояния, в том числе и для других галактик.
На вершине ветви красных гигантов Солнце будет иметь светимость в 2350 L⊙, радиус в 166 R⊙ и температуру, равную 3100 K. Его масса будет составлять 0,72 M⊙, к этому моменту оно поглотит Меркурий.

#### Звёзды малой массы
Согласно некоторым моделям, существует диапазон масс, при котором звезда не полностью конвективна и переходит на ветвь красных гигантов, но оказывается недостаточно массивной, чтобы в ней произошла гелиевая вспышка. Такие звёзды, не доходя до вершины ветви красных гигантов, сбрасывают внешние оболочки и оставляют после себя гелиевый белый карлик.

## История изучения
Термин «красный гигант» появился, когда в начале XX века Эйнар Герцшпрунг обнаружил, что звёзды одних и тех же спектральных классов могут иметь различные светимости, и особенно сильно это различие в поздних спектральных классах. Однако это понятие относится в целом к звёздам высокой светимости и поздних спектральных классов и включает в себя различные с физической точки зрения классы звёзд. Более детальное изучение красных гигантов началось позже, была открыта горизонтальная ветвь, а окончательно асимптотическая ветвь гигантов и ветвь красных гигантов были разделены в работе Хэлтона Арпа 1955 года.
Вместе с тем развивалась и теория эволюции звёзд. В 1954 году Аллан Сэндидж установил, что звёзды становятся красными гигантами после главной последовательности, после чего модели эволюции постепенно развивались и дополнялись.